# International Council of Unitarians and Universalists
Der International Council of Unitarians and Universalists (ICUU, zu deutsch Internationaler Rat der Unitarier und Universalisten) war ein internationales Netzwerk von Unitariern, Universalisten und Unitarier-Universalisten. Das Netzwerk wurde im März 1995 von Kirchengemeinschaften aus 23 Staaten in Essex (Massachusetts, USA) gegründet. 2021 wurde das Netzwerk aufgelöst, um die Gründung eines neuen internationalen Zusammenschlusses vorzubereiten.
Die Mitgliedsorganisationen des ICUU repräsentierten ca. 500.000 Menschen weltweit, sowohl christliche als auch humanistische Unitarier und Unitarier-Universalisten. Kleinere Organisationen, die dem ICUU beigetreten waren, hatten teilweise nur wenige hundert Mitglieder. Der Unitarian Universalist Association (UUA) in den USA gehörten ca. 200.000 Mitglieder an, der Unitarischen Kirche in Siebenbürgen und Ungarn etwa 76.000 Mitglieder. Die UUA hatte ein besonderes Interesse an der Gründung der ICUU, da in den Jahren zuvor viele Organisationen außerhalb der USA Mitglieder der UUA werden wollten. Da die UUA sich aber nicht als weltweite Dachorganisation verstand, unterstützte sie die Gründung des ICUU sowohl organisatorisch wie auch finanziell.

## Grundsätze und Leitlinien
Präambel zur Verfassung des ICUU (International Council of Unitarians and Universalists):
Wir, die Mitgliedsgruppen des Internationalen Rates der Unitarier und Universalisten, bekräftigen unsere Überzeugung, dass wir eine religiöse Gemeinschaft bilden; sie ist gegründet auf
- der Freiheit des Gewissens und des eigenständigen Denkens in Glaubensdingen,
- dem Wert und der Würde, die jeder Person zu eigen sind,
- Gerechtigkeit und Mitgefühl in mitmenschlichen Beziehungen,
- dem verantwortlichen und pfleglichen Umgang mit dem Ökosystem Erde,
- unserem Engagement für demokratische Grundregeln;

wir setzen uns zum Ziel,
- der nicht-endenden Lebenskraft und der menschlichen Gemeinschaft durch die Stärkung des weltweiten Glaubens der Unitarier und Universalisten zu dienen,
- die Vielfalt und den Reichtum unserer gelebten Traditionen zu pflegen,
- die gegenseitige Unterstützung der Mitgliedsorganisationen weiterzuentwickeln,
- unsere Ideale und Prinzipien weltweit zu fördern,
- Denkmodelle mit liberal religiösen Antworten auf die Sinnsuche des Menschen bereitzustellen, welche die uns gemeinsamen Werte aufrechterhalten.

## Organisationen im deutschsprachigen Raum mit Verbindung zum ICUU

### Mitglieder
- Unitarier – Religionsgemeinschaft freien Glaubens
- European Unitarian Universalists
  - Unitarian Universalist Fellowship of Frankfurt
  - Unitarian Universalist Fellowship of Kaiserslautern
  - Unitarian Universalist Fellowship of Heidelberg
  - Unitarian Universalist Fellowship of Munich

### Nichtmitglieder
Folgende Gruppierungen in Deutschland halten Kontakt zur ICUU, ohne Mitglied zu sein:
- Unitarische Kirche in Berlin (UKiB)
- Unitarische Freie Religionsgemeinde KdöR in Frankfurt am Main